# Протистояння (роман)
«Протистояння» (англ. The Stand) — постапокаліптичний роман американського письменника Стівена Кінга, який розповідає про пандемію, що вбила практично все населення світу, і про протистояння небагатьох вцілілих після її припинення. Написаний за мотивами його ж раннього оповідання «Нічний прибій» (англ. Night Surf), опублікованого в збірнику «Нічна зміна». Вперше було видано у 1978 році видавництвом Даблдей. Отримав високу оцінку критиків, вважається одним із найкращих романів письменника.

## Історія видання
1990 року роман було перевидано у відредагованому й доповненому вигляді під назвою «Протистояння: видання повне і без скорочень» (англ. The Stand: The Complete & Uncut Edition). Кінг відновив у ньому деякі фрагменти тексту, які спочатку потрапили під скорочення, передивився послідовність розділів, змістив дію роману з 1980 на 1990 рік, відповідно виправивши низку культурних посилань. Ілюстратором цього видання став відомий художник коміксів Берні Райтсон (англ. Bernie Wrightson).
У березні 2008 року Стівен Кінг в інтерв'ю каналу NPR повідомив, що «Marvel Comics» в найближчому майбутньому почне публікувати серію коміксів «Протистояння», створених за мотивами його роману. Комікс з'явився у 2009 році.
Роман присвячено дружині Стівена Кінга — Табіті. Слова присвяти: «Цю комору з лячними дивами я присвячую Теббі» (англ. For Tabby: This dark chest of wonders).

## Сюжет
Роман розділений на три нерівні за розмірами (1-42 розділ, 43-60 розділ і 61-78 розділ відповідно) й тривалістю частини.

### Частина перша— Капітан Трипс
У першій частині, названій автором «Капітан Трипс» (англ. Captain Trips, іноді зустрічався переклад «Капітан Шустрик») і яка охоплює 19 днів пандемії (16 червня — 4 липня 1990 р.), розповідається про те, як із таємної лабораторії міністерства оборони США в результаті трагічної випадковості вихопився на свободу небезпечний вірус — винятково заразний і летальний штам грипу, створений як біологічна зброя.
Усі співробітники лабораторії гинуть, але одному з них — Чарльзу Дю Кемпіону (англ. Charles D. Campion) — вдається вивести себе та свою сім'ю за кордони штату. Він не підозрює, що є зараженим, й інфікує всіх, із ким контактує, а ті, в свою чергу, — всіх, із ким вони контактують. Армія намагається ізолювати заражену зону, не цураючись розстрілів беззбройних людей, але ці зусилля пропадають марно — «супергрип», названий журналістами «Капітаном Трипсом», лавиноподібно розповсюджується країною і виходить за її межі. Лише 0,6 % людей не піддаються зараженню; усі заражені вмирають. Кінг через призму декількох особистих трагедій описує розпад суспільства, вибухи насильства, неспроможність влади й армії зупинити пандемію і, зрештою, загибель практично всього людства. Гинуть і багато вцілілих, які не в силах змиритися з втратою коханих або будучи неспроможними вижити в новому світі, де про себе доводиться піклуватися самому.
Відредаговане перевидання 1990 року відкривається прологом «Круг відкривається» (англ. The Circle Opens), у якому Кінг конкретніше описує розробку вірусу в лабораторії і пролом в системі охорони, через яку й поширився вірус.

### Частина друга— На кордоні
Друга частина, «На кордоні» (англ. On the Boarder), присвячена подорожі країною вцілілих (як персонажів першої частини роману, так і нових героїв), які поступово збираються в одну групу. Часові рамки частини: 5 липня — 6 вересня 1990 р. В основному виділяються три групи (за іменем лідера):
Група Стю:
- Стюарт Редман (англ. Stuart Redman), фабричний робітник із вигаданого містечка Арнетт у Техасі;
- Френсіс (Френні) Ґолдсміт (англ. Frances (Frannie) Goldsmith), вагітна студентка коледжу з Оґанквіта, штат Мен;
- Гарольд Ллодер (англ. Harold Lauder), закомплексований підліток-графоман з Оґанквіта, штат Мен;
- Ґлен Бейтман (англ. Glen Bateman), інтелігентний і песимістичний професор соціології з Нью-Гемпшира, і його пес — ірландський сетер на ім'я Коджак (англ. Kojak);
- Періон МакКарті (англ. Perion McCarthy) та Марк Бреддок (англ. Mark Braddock);
- Дейна Юрґенс (англ. Dayna Jurgens);
- Сюзан Стерн (англ. Susan Stern);
- Петті Кроґер (англ. Patty Kroger).

Група Ніка:
- Нік Андрос (англ. Nick Andros), глухонімий бродяга з Небраски;
- Том Каллен (англ. Tom Cullen), добросердечний розумово відсталий хлопець з міста Мей, Оклахома;
- Ральф Брентнер (англ. Ralph Brentner), доброзичливий і спокійний фермер з Оклахоми;
- Дік Елліс (англ. Dick Ellis);
- Джина МакКовн (англ. Gina McCone);
- Олівія Волкер (англ. Olivia Walker);
- Джун Брінкмеєр (англ. June Brinkmeyer).

Група Ларрі:
- Ларрі Андервуд (англ. Larry Underwood), поп-музикант, що розчарувався в житті, з Нью-Йорку;
- Надін Кросс (англ. Nadine Cross), стара діва і в минулому вихователь у дитячому садку в Нью-Гемпширі;
- Лео («Джо») Роквей (англ. Leo «Joe» Rockway), дикий, хворий на амнезію і втрату мови хлопчик;
- Люсі Свонн (англ. Lucy Swann);
- Джадж Фарріс (англ. Judge Farris).

Усіх їх об'єднують спільні сни, в яких всі вони періодично бачать 108-літню негритянку на ім'я Ебіґейл Фрімантл (англ. Abagail Freemantle) з містечка Хемінгфорд-Хоум, штат Небраска. Йдучи за своїми снами, вони дійсно приходять до цієї жінки, яка володіє паранормальними можливостями, — найстарішої людини на планеті. Матінка Ебіґейл стає їхнім духовним лідером, свого роду символом відродження людства, вона приводить групу в місто Боулдер штату Колорадо, куди сходяться й інші вцілілі, прикликані її телепатичними закликами. Тут герої намагаються побудувати оновлене суспільство.
У той же час на заході дивний «Чорний чоловік», який називає себе Рендаллом Флеґґом (англ. Randall Flagg) і також володіє паранормальними можливостями, але втілює сили зла, намагається побудувати власну державу з людей, прикликаних його видіннями та закликами. Його сили значно перевищують сили Ебіґейл, але використовує він їх зі злими намірами, зібрані ним люди поклоняються йому, як месії і з радістю підкоряються його відверто фашистській диктатурі — тим більше, що Флеґґ змінює їх самих, наділяючи їх новими можливостями. До послідовників Флеґґа входять:
- Ллойд Генрейд (англ. Lloyd Henreid), у минулому карний злочинець, під впливом Флеґґа перетворений в блискучого керівника;
- Дональд Мервін Елберт (англ. Donald Merwin Elbert) на прізвисько Сміттєвий Бак (англ. «The Trashcan Man»), шизофренік-піроманіяк, що став спеціалістом Флеґґа зі зброї;
- Малий (англ. «The Kid»);
- Джулія Ловрі (англ. Julie Lawry), сексуально одержима дівчина з розхитаною психікою;
- Вітні Горґан (англ. Whitney Horgan), у минулому — військовий кухар;
- Дженні Енґсторм (англ. Jenny Engstrom);
- Баррі Дорґан (англ. Barry Dorgan), в минулому — поліцейський детектив із Санта-Моніки;
- Пацюк (англ. «The Rat Man»);
- Гектор «Гек» Дроґан (англ. Hector «Heck» Drogan).

### Частина третя— Протистояння
Ця частина, власне, й називається «Протистояння» (англ. The Stand). Часові рамки: 7 вересня 1990 р. — 10 січня 1991 р. Обидва табори дізнаються про існування один одного й усвідомлюють, що загрозою для виживання є той «другий» табір. Таким чином «добро» протиставляється «злу».
Відредаговане перевидання 1990 року містить коротку коду «Коло замикається» (англ. The Circle Closes), яка залишає по собі похмуріше враження й відкрите закінчення.

## Переклади українською
Українською мовою повне розширене видання роману «Протистояння» у 2 томах випустило видавництво «Клуб сімейного дозвілля» у 2017 році.
- (Повне розширене видання) Стівен Кінг. Протистояння: у 2 томах. Харків: КСД, 2017.
  - Стівен Кінг. Протистояння: том 1. Переклад з англійської: Сергій Крикун; ілюстрації: Берні Райтсон. Харків: КСД, 2017. 576 стор. ISBN 978-617-12-2462-9
  - Стівен Кінг. Протистояння: том 2. Переклад з англійської: Ганна Яновська, Сергій Крикун; ілюстрації: Берні Райтсон. Харків: КСД, 2017. 624 стор. ISBN 978-617-12-2540-4

Обкладинка українського видання, том 1
Обкладинка українського видання, том 2

## Екранізації
За мотивами роману було відзнято два міні-серіали:
- 1994 — Протистояння, складається з 4 серій.
- 2020 — Протистояння, складається з 9 серій.